# 양산 가사암 아비달마대비바사론
양산 가사암 아비달마대비바사론(梁山 袈娑庵 阿毗達磨大毗婆沙論)은 대한민국 경상남도 양산시 하북면 용연리, 가사암에 있는 불경이다. 2015년 1월 15일 경상남도의 유형문화재 제571호 창원 보은사 아비달마대비바사론로 지정되었다가, 소유자 및 보관장소 변경으로 문화재 명칭이 양산 가사암 아비달마대비바사론로 변경되었다.

## 지정 사유
｢아비달마대비바사론｣은 설일체유부(說一切有部)의 대표적인 논서(論書)인 아비달마발지론(阿毘達磨發智論)을 토대로 하여 설일체유부의 이론들을 상세하게 설명하고 있는 논서이며 이 경전은 당(唐)의 현장(玄奘)이 번역한200卷 가운데 卷第140으로 고려 재조대장경의 인본(再雕本)이다.
이 책은 ‘제140권’의 인본(印本)으로 표지 서명(書名)은 없으며, 판수제(板首題)는 ‘아비달마대비바사론(阿毗達磨大毗婆沙論)卷第一百四十’으로 확인된다.
본서(本書)는 명확한 간행 기록(刊記)은 알 수 없지만, 이 인쇄본은 고려 말기(末期)에 인쇄한 것으로 보이며 귀중본(貴重本)의 기준이 되는 조선시대 임진왜란(1592)이전에 인쇄한 판본으로 판단되므로 “경상남도 유형문화재”로 지정한다.

## 참고 자료
- 양산 가사암 아비달마대비바사론 - 국가유산청 국가유산포털